# Mystic Timbers
Mystic Timbers in Kings Island (Mason, Ohio, USA) ist eine Holzachterbahn vom Hersteller Great Coasters International, die am 15. April 2017 eröffnet wurde.
Die von Jeff Pike zusammen mit Skyline Design konstruierte, 995,2 m lange Strecke erreicht eine Höhe von 33,3 m und verfügt über einen Tunnel. Der Soundtrack der Bahn wurde von IMAscore entworfen.

## Züge
Mystic Timbers besitzt drei Züge mit jeweils zwölf Wagen. In jedem Wagen können zwei Personen (eine Reihe) Platz nehmen.